# Водяна черепаха жовта
Водяна черепаха жовта (Mauremys mutica) — вид черепах з роду Водяні черепахи родини Азійські прісноводні черепахи. Має 2 підвиди. Інша назва «фуцзянська черепаха».

## Опис
Завдовжки карапакс досягає 19,4—20,5 см. Голова середнього розміру. Карапакс має еліптичну форму, з медіальний кілем і невеликими двома бічними кілями. Пластрон великий і довгий, що закриває карапакс.
Голова жовтувато—зелена зверху з 2-ма смугами, що тягнуться від орбіти ока до тимпаничного щитка. Верхня смуга помаранчево—коричнева або жовто—зелена, широка з темним ободком, нижня — жовто—зелена смуга, без ободка. Вище них знаходиться ще одна світла смуга з темним ободком, яка тягнеться від тимпанічного щитка до шиї. Вузька жовта лінія тягнеться від орбіти ока до ніздрі. Щелепи жовті. Шия зверху оливкова або оливкова й рожево—помаранчева збоку та помаранчево—жовта знизу. Відтінок карапаксу червонувато—коричневий з темною облямівкою кожного щитка і темним кілем. На кожному щитку можуть бути темні тонкі смужки. Пластрон помаранчево—жовтого забарвлення з темним малюнком на кожному щитку. Загальний орнамент схожий на кінську підкову. Зовнішня поверхня кінцівок оливково—коричнева, внутрішня — жовто—помаранчева. Хвіст забарвлено як кінцівки, з 2 смужками.

## Спосіб життя
Полюбляє водойми, загати у гірських струмках. Зустрічається на висоті близько 500 м над рівнем моря. Харчується ікрою риб, земноводними, комахами, дрібними ракоподібними, хробаками, рослинами, водоростями, фруктами.
У сезон парування самці агресивні до самиць, намагаються сильно кусати їх за шию, залазять на них. Як такого ритуалу залицяння немає, самець просто лізе на самицю і починає паруватися. Процес займає приблизно 15 хвилин, після чого самиця звільняється від самця. На початку травня — у середині червня самиця робить 2 кладки по 1—7 великих яєць розміром 46×27 мм. Інкубаційний період триває 74 дні при температурі 28 °C. Завдовжки новонароджені черепашенята 41 мм, вага — 13 г.

## Розповсюдження
Мешкає здебільшого у південному Китаю: Гуансі, Гуандун, Хайнань, Фуцзянь, Гуйчжоу, Юньнань. Також зустрічається у В'єтнамі, на Тайвані, архіпелазі Рюкю (Японія).

## Підвиди
- Mauremys mutica mutica
- Mauremys mutica kami